# Universidade Federal do Rio Grande do Sul

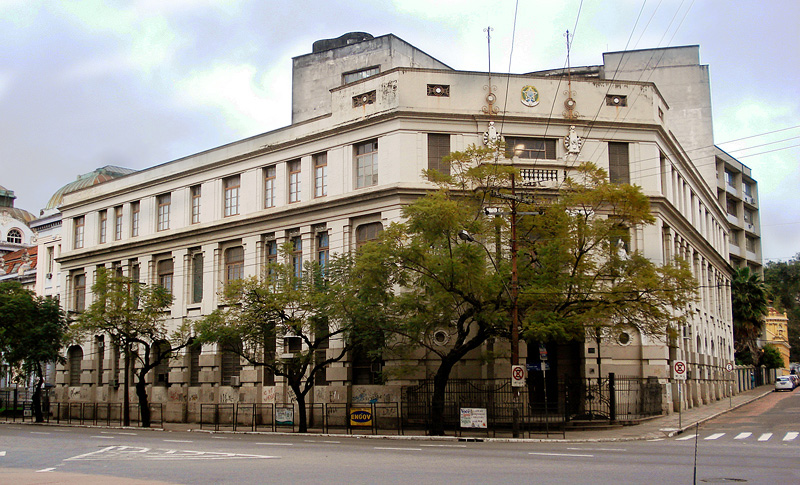
Gebäude der elektrotechnischen Fakultät

Die Bundesuniversität von Rio Grande do Sul (UFRGS) (portugiesisch Universidade Federal do Rio Grande do Sul) in Porto Alegre ist eine brasilianische Universität. An der 1934 gegründeten Universität lehren etwa 2.100 Dozenten in 27 Fakultäten; die Universität wird von rund 24.000 Studierenden besucht.

## Geschichte
Gegründet wurde die Universität 1934. Sie ging aus der Escola de Farmácia e Química ‚Schule für Pharmazie und Chemie‘ hervor, die 1895 gegründet wurde und 1896 um die Escola de Engenharia ‚Ingenieursschule‘ erweitert wurde. Bis 1934 wurden in Porto Alegre weitere Institute für Medizin und Jura gegründet. 1934 wurden diese Institute, sowie Institute für Astronomie, Elektronik u. a. zur neugegründeten Universität von Porto Alegre (Universidade de Porto Alegre) zusammengefasst. 1947 wurde die Universität von Rio Grande do Sul durch Zusammenlegung o. g. Universität, sowie den Fachschulen für Jura und Zahnmedizin in Pelotas und der Pharmaziefachschule von Santa Maria, gegründet. Den Zusatz „Bundes-“ bekam die Universität im Dezember 1950, als die Universität verstaatlicht wurde.

## Bildungseinrichtungen
Die Universität bietet ein vielfältiges Spektrum an Kursen der Graduação und pos-Graduação-Stufe an.
Folgende Fakultäten und Institutionen sind in der UFRGS angesiedelt:

### Fakultäten
- Betriebswirtschaftslehre (Escola de Administração)
- Sportwissenschaften (Escola de Educação Física)
- Krankenpflege (Escola de Enfermagem)
- Ingenieurwissenschaften (Escola de Engenharia)
- Elektrotechnik (Escola Técnica da UFRGS)
- Agrarwissenschaften (Faculdade de Agronomia)
- Architektur (Faculdade de Arquitetura)
- Bibliothekswesen und Kommunikationswissenschaften (Faculdade de Bibliotec. e Comunicação)
- Wirtschaftswissenschaften (Faculdade de Ciências Econômicas)
- Jura (Faculdade de Direito)
- Erziehungswissenschaften (Faculdade de Educação)
- Pharmazie (Faculdade de Farmácia)
- Medizin (Faculdade de Medicina)
- Zahnheilkunde (Faculdade de Odontologia)
- Veterinärwesen (Faculdade de Veterinária)

### Institute
- Institut der Künste (Instituto de Artes)
- Institut der Biowissenschaften (Instituto de Biociências)
- Institut der Heilkunde (Instituto de Ciências Básicas da Saúde)
- Institut für Ökotrophologie (Instituto de Ciências e Tec. de Alimentos)
- Institut für Philosophie und Humanwissenschaften (Instituto de Filosofia e Ciências Humanas)
- Institut für Physik (Instituto de Física)
- Institut für Geowissenschaften (Instituto de Geociências)
- Institut für Informatik (Instituto de Informática)
- Institut für Sprachwissenschaften (Instituto de Letras)
- Institut für Mathematik (Instituto de Matemática)
- Institut für Forschung in der Hydraulik (Instituto de Pesquisas Hidráulicas)
- Institut für Psychologie (Instituto de Psicologia)
- Institut für Chemie (Instituto de Química)

## Einrichtungen

### Campus
Die UFRGS verfügt über mehrere Einrichtungen sowohl in Porto Alegre, als auch außerhalb der Hauptstadt in weiteren Städten des Bundesstaates.

#### Porto Alegre
In Porto Alegre selbst befinden sich vier Niederlassungen. Der Hauptcampus, welcher unter anderem auch die Verwaltung der UFRGS oder das große Auditorium beherbergt, ist der Campus Central. Dieser befindet sich am Rande des Stadtzentrums neben dem Parque Farroupilha. Hier sind u. a. die Fakultäten Wirtschaft, Rechtswissenschaft, Architektur oder auch Ingenieurswesen vorzufinden. Darüber hinaus befindet sich hier auch ein Kino (Salão da Redenção), welches v. a. alternative Filme im Angebot hat. Die Fakultäten sind teilweise in alten Gebäuden untergebracht, die noch aus dem 19. Jahrhundert stammen, was den Campus somit auch zu einer touristischen Attraktion macht. Nicht weit vom Campus Central befindet sich der Campus Saúde, auf welchem sich neben der Uniklinik, z. B. auch die medizinischen und kommunikationswissenschaftlichen Fakultäten befinden.
Am Campus Olímpico, in der Nähe des Estádio Olímpico Monumental von Grêmio, befindet sich die sportwissenschaftliche Fakultät und die notwendigen Einrichtungen wie mehrere Turnhallen, Sportplätze, Schwimmbäder etc. Weit außerhalb der Stadt befindet sich der Campus Vale, wo viele geistes- und naturwissenschaftliche Fakultäten untergebracht sind. Der Campus wurde außerhalb der Stadt in die Natur hineingebaut und liegt von daher sehr ruhig und etwas abgeschnitten. Der Campus entstand noch in der Zeit der Militärdiktatur und Gerüchten zufolge wurde gezielt versucht v. a. die Geisteswissenschaftlicher und somit eher kritischere Personen aus der Stadt zu kriegen.

#### Bundesstaat
Neben den Einrichtungen in der Hauptstadt des Bundesstaates, gibt es in einigen weiteren Städten Ansiedlungen der UFRGS, wie in Gramado, Eldorado oder Imbé. Diese Einrichtungen bieten die Möglichkeit einer Art Fernstudium für Studierenden, die nicht nach Porto Alegre ziehen können oder möchten.

### Mensa
Jeder Campus der UFRGS verfügt über eine sogenannte RU (Restaurante Universitaria). Nach Vorzeigen des Studierendenausweises und Eingeben eines Codes, der online ermittelt und mittels Bezahlung bei einer Bank freigeschaltet wird, gibt es für Studierenden, aber auch für Hochschulmitarbeiter, Frühstück, Mittag- und Abendessen zum Preis von 1,30 Real (etwa 0,21 €).

### Studierendenwohnheime
Die UFRGS verfügt über mehrere sogenannte Casas dos Estudantes, welche sich überwiegend in unmittelbarer Nähe des Campus Centro in der Cidade Baixa und an der Avenida João Pessoa befinden. Das Angebot an Zimmern ist allerdings stark limitiert.

### International Office
Seit einigen Jahren wird intensiv versucht die UFRGS zu internationalisieren. Hierzu wurden bereits einige Partnerschaften mit Universitäten in der ganzen Welt abgeschlossen (z. B. gibt es einen sehr regen Austausch zwischen den Jurafakultäten der UFRGS und der Justus-Liebig-Universität Gießen). Viele der Partnerschaften sind jedoch auf die einzelnen Fakultäten beschränkt und sind nicht universitätsumfassend. Darüber hinaus finden Austausche mit Universitäten Portugals und Bildungseinrichtungen aus anderen ehemaligen portugiesischen Kolonien statt. Ebenfalls gibt es viele Partnerschaften mit französischen Universitäten. So gibt es seit einigen Jahren einen Doppelabschluss-MBA International Affairs, welche die Escola de Administração der UFRGS zusammen mit der ESC Troyes und der Universität Paris III anbietet. Auch aus anderen lateinamerikanischen Ländern kommen viele Studierenden zum Studium nach Porto Alegre. Das für internationale Angelegenheiten zuständige Büro der UFRGS nennt sich RELINTER (Relações Internacionais ‚Internationale Beziehungen‘) und ist im Campus Central untergebracht.